# 費德拉爾縣

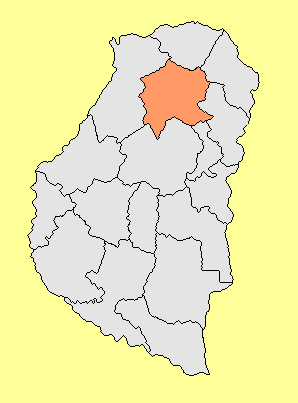

費德拉爾縣（西班牙語：Departamento Federal），是阿根廷的縣份，位於該國東北部恩特雷里奧斯省，首府設於費德拉爾，面積5,060平方公里，2010年人口25,863，人口密度每平方公里5.11人。